# Liste von Persönlichkeiten der Elektrotechnik
Liste von Persönlichkeiten, die Beiträge im Bereich der Elektrotechnik geleistet haben:

## A
- Schores Iwanowitsch Alfjorow (1930–2019), russischer Physiker und Nobelpreisträger – Halbleiterphysik, Halbleiterlaser
- André-Marie Ampère (1775–1836), französischer Physiker und Mathematiker – fließende Elektrizität als Ursache des Magnetismus, Stromrichtung, ampèresches Gesetz, Einheit Ampere
- Ernst Fredrik Werner Alexanderson (1878–1975), schwedisch-amerikanischer Elektroingenieur – Maschinensender für Langwellensender, Alexanderson-Alternator, Fax-Übertragung
- George Antheil (1900–1959), deutsch-amerikanischer Komponist, Pianist und Erfinder – Frequenzsprungverfahren, Torpedoleitsystem (mit Lamarr)
- Georg Graf von Arco (1869–1940), deutscher Physiker – Mitbegründer der Telefunken-Gesellschaft; Sendeanlagen, Hochfrequenztechnik
- Manfred von Ardenne (1907–1997), deutscher Naturwissenschaftler – Kathodenstrahlröhre, elektronisches Fernsehen
- Edwin Howard Armstrong (1890–1954), US-amerikanischer Elektroingenieur und Erfinder – Funktechnik, Superheterodynempfänger, UKW-Radio, Rückkopplung, Breitband-Frequenzmodulation, Multiplexverfahren
- John Vincent Atanasoff (1903–1995), bulgarisch-amerikanischer Physiker – Atanasoff-Berry-Computer

## B
- John Bardeen (1908–1991), US-amerikanischer Physiker und zweifacher Nobelpreisträger – Miterfinder des Transistors (mit Shockley und Brattain), Supraleitfähigkeit
- Heinrich Barkhausen (1881–1956), deutscher Physiker – Schwachstromtechnik, Nachrichtentechnik, Magnetischer Barkhausen-Effekt, Barkhausen-Kurz-Schwingung, Bark-Skala
- Jean-Maurice-Émile Baudot (1845–1903), französischer Telegraphie-Ingenieur und Erfinder – Baudot-Telegrafiegerät, Baudot-Code, Einheit Baud
- Alexandre Edmond Becquerel (1820–1891), französischer Physiker – Photoelektrischer Effekt
- Antoine César Becquerel (1788–1878), französischer Physiker – Piezoelektrizität, Gleichstrom-Element, elektrisches Thermometer
- Alexander Behm (1880–1952), deutscher Physiker – Erfindung des Echolots
- Alexander Graham Bell (1847–1922), schottisch-amerikanischer Erfinder und Unternehmer – Entwicklung des Telefons, Einheit Bel
- Alfred Rosling Bennett (1850–1928), englischer Elektroingenieur und Pionier der Elektrobeleuchtung und des Telefons
- John Bevis (1695–1771), englischer Arzt und Amateurastronom – Weiterentwicklung der Leidener Flasche
- Gottfried Biegelmeier (1924–2007), österreichischer Physiker – Elektropathologie, Weiterentwicklung des Fehlerstrom-Schutzschalters
- Jean-Baptiste Biot (1774–1862), französischer Physiker und Mathematiker – Biot-Savart-Gesetz, Optische Aktivität, Biotit, Einheit Biot
- André-Eugène Blondel (1863–1938), französischer Physiker – Erfinder des Oszillographen, System photometrischer Einheiten, Einheit Blondel
- Alan Dower Blumlein (1903–1942), britischer Elektronikingenieur und Erfinder – u. a. Stereo-Aufzeichnung
- Hendrik Wade Bode (1905–1982), US-amerikanischer Elektrotechniker – Bode-Diagramm
- Robert Bosch (1861–1942), deutscher Industrieller und Erfinder – Magnetzünder (Zündkerze)
- Willard Boyle (1924–2011) kanadischer Physiker und Nobelpreisträger – Miterfinder der Ladungsgekoppelten Bauteile (CCD)
- Karlheinz Brandenburg (* 1954), deutscher Elektrotechniker – Miterfinder der MP3-Audiodatenkompression
- Édouard Branly (1844–1940), französischer Physiker und Funktechnikpionier – Kohärer
- Walter Houser Brattain (1902–1987), US-amerikanischer Physiker und Nobelpreisträger – Miterfinder des Transistors (mit Shockley und Bardeen)
- Ferdinand Braun (1850–1918), deutscher Physiker, Elektrotechniker und Nobelpreisträger – Kathodenstrahlröhre (Braunsche Röhre), Oszilloskop, drahtlose Telegrafie
- Hans-Joachim von Braunmühl (1900–1980), deutscher Magnetbandpionier – Hochfrequenz-Vormagnetisierung, Magnetband-Aufzeichnung, Fernseh-Bildaufzeichnung
- Franz Breisig (1868–1934), Ober-Telegrapheningenieur im Reichs-Postamt
- Jacob Brett (1808–1898), britischer Nachrichtentechniker und Erfinder – Typendrucktelegraf, Telegrafenkabel durch den Ärmelkanal (mit John Watkins Brett)
- John Watkins Brett (1805–1863), britischer Telegrafieingenieur – Telegrafenkabel durch den Ärmelkanal (mit Jacob Brett)
- Charles Tilston Bright (1832–1888), britischer Elektroingenieur – Telegrafie, Transatlantikkabel
- Hans Busch (1884–1973), deutscher Physiker – Elektronenoptik, Elektronenlinse, Elektronenmikroskop
- Stephen Butterworth (1885–1958), britischer Physiker – Butterworth-Filter

## C
- Temistocle Calzecchi-Onesti (1853–1922), italienischer Physiker – Grundlagen der drahtlosen Telegrafie, Vorläufer eines Kohärers
- Hans R. Camenzind (1934–2012), Schweizer Elektronikingenieur – Entwickler bekannter Integrierter Schaltkreise
- George Ashley Campbell (1870–1954), amerikanischer Nachrichtentechniker – Mitbegründer der Theorie der elektrischen Filter (mit Wagner)
- Ferdinand Carré (1824–1900), französischer Ingenieur – Carré-Maschine (Elektrostatischer Generator)
- Wilhelm Cauer (1900–1945), deutscher Mathematiker und Physiker – lineare Netzwerksynthese (Schaltungssynthese)
- Samuel Hunter Christie (1784–1865), britischer Mathematiker – Magnetismus; Wheatstonesche Messbrücke
- Henry Clothier (1872–1938), englischer Starkstromingenieur – Erfinder des Schaltschranks
- William Fothergill Cooke (1806–1879), englischer Telegrafie-Pionier und Erfinder – Telegrafiegeräte (mit Wheatstone)
- Charles Augustin de Coulomb (1736–1806), französischer Physiker – Begründer der Elektrostatik und der Magnetostatik; Coulombsches Gesetz, Einheit Coulomb

## D
- John Frederic Daniell (1790–1845) britischer Chemiker – Konstantstromquelle, Daniell-Element (galvanisches Kupfer-Zink-Element), Einheit Daniell
- Ernst Danielson (1866–1907), schwedischer Starkstrom-Ingenieur und einer der Pioniere der schwedischen Elektrotechnik – Dreiphasenwechselstrom
- Robert Davidson (1804–1894), schottischer Erfinder – erste bekannte Elektrolokomotive
- Lee De Forest (1873–1961), US-amerikanischer Physiker, Funktechniker und Erfinder – drahtlose Telegraphie, Rundfunk-, Film- und Fernsehtechnik, Audion-Verstärkerröhre (Triode), Tonaufzeichnung
- Marcel Deprez (1843–1918) war ein französischer Physiker und Elektroingenieur
- Max Dieckmann (1882–1960), deutscher Hochfrequenztechniker und Funkpionier – Flugfunk, Funknavigation, Funkpeilung, Flugsicherung, Bildfunk
- Ray Dolby (1933–2013), US-amerikanischer Elektroingenieur und Erfinder – magnetische Ton- und Videoaufzeichnung und -wiedergabe, Dolby-Rauschunterdrückung (Kompander), Dolby Stereo
- Michail von Dolivo-Dobrowolsky (1862–1919), russischer Elektroingenieur – Asynchronmotor, Drehstrom, Fernübertragung elektrischer Energie
- Paul Drude (1863–1906), deutscher Physiker – Drude-Theorie, Ellipsometrie
- Eugène Ducretet (1844–1915), französischer Erfinder und Industrieller – Röntgen-Apparat, Präzisionsinstrumente
- William Du Bois Duddell (1872–1917), englischer Elektrotechniker; Singing Arc Lamp

## E
- John Presper Eckert (1919–1995), US-amerikanischer Elektroingenieur und Computerpionier – ENIAC, UNIVAC I (mit Mauchly)
- Thomas Alva Edison (1847–1931), US-amerikanischer Erfinder und Unternehmer vor allem auf dem Gebiet der Elektrizität, u. a. Glühlampe
- Albert Einstein (1879–1955), US-schweizerischer Physiker deutsch-jüdischer Abstammung – Relativitätstheorie, photoelektrischer Effekt
- Julius Elster (1854–1920), deutscher Lehrer und Physiker – u. a. Luftelektrizität, Miterfinder der Fotozelle (mit Geitel)
- Agner Krarup Erlang (1878–1929), dänischer Mathematiker und Ingenieur – Warteschlangentheorie in der Telefonie, Erlang-Verteilung, Einheit Erlang
- Abraham Esau (1884–1955), deutscher Physiker – Funkmesswesen, Ultrakurzwellentechnik, Magnetron

## F
- Federico Faggin (* 1941), italienischer Physiker, Elektroingenieur, Unternehmer und Mikrochip-Spezialist – Hauptprozessor Intel 4004
- Michael Faraday (1791–1867), englischer Physiker und Chemiker – Elektrodynamik, Ausbreitungsgeschwindigkeit der elektromagnetischen Kraft, magnetische Eigenschaften des Lichts, Elektromagnetische Induktion, Elektrischer Generator, Faradaysches Paradoxon, Faraday-Effekt, Faradayscher Käfig, Faradaysche Gesetze, Einheit Farad, Faraday-Konstante
- Richard Feldtkeller (1901–1981), deutscher Physiker und Elektrotechniker – Nachrichtentechnik
- Sebastian Ziani de Ferranti (1864–1930), britischer Elektroingenieur und Erfinder – Ferranti-Effekt
- Galileo Ferraris (1847–1897), italienischer Ingenieur und Physiker – Drehstromtechnik, Ferraris-Zähler, Ferrarisläufer
- Reginald Fessenden (1866–1932), kanadischer Erfinder und Rundfunkpionier – Maschinensender, erste drahtlose Sprachübertragung, erste Rundfunkübertragung
- John Ambrose Fleming (1849–1945), britischer Elektroingenieur und Physiker – Flemingventil (Röhrendiode, Elektronenröhre)
- Lee De Forest → s. o. unter D
- Jay W. Forrester (1918–2016), Pionier der Computertechnik und der Systemdynamik – Vorläufer des heutigen RAM (Random-Access Memory)
- Rudolf Franke (1870–1962), deutscher Elektroingenieur – Fernmeldetechnik
- Benjamin Franklin (1706–1790), US-amerikanischer Verleger, Staatsmann, Schriftsteller, Naturwissenschaftler, Naturphilosoph und Freimaurer – Erfinder des Blitzableiters, Einheit Franklin
- Carl Ludwig Frischen (1830–1890), deutscher Elektroingenieur – Telegrafie, Gegensprechverfahren, Elektromote, Elektrolokomotive, Streckenblock (Zugsicherung)
- Harry Fuld (1879–1932), deutscher Industrieller – Tenovis (Telefonbau und Normalzeit); elektrische Uhren

## G
- Luigi Galvani (1737–1798), italienischer Arzt, Anatom und Biophysiker – Galvanismus, Galvanische Zelle
- Carl Friedrich Gauß (1777–1855), deutscher Mathematiker – erster elektrischer Telegraph (mit Weber), Einheit Gauß
- Heinrich Geißler (1814–1879), deutscher Glasbläser, Instrumentenbauer und Erfinder der Geißlerröhre
- Hans Friedrich Geitel (1855–1923), deutscher Physiker – Photoelektrischer Effekt, Miterfinder der Fotozelle (mit Elster)
- William Gilbert (1544–1603), englischer Arzt und Physiker – Magnetismus, Erdmagnetismus, Einheit Gilbert
- Heinrich Göbel (1818–1893), deutsch-amerikanischer Feinmechaniker und Erfinder – Vorläufer einer Glühlampe (umstritten)
- Eugen Goldstein (1850–1930), deutscher Physiker – Gasentladungsforschung, Entdeckung der Kanalstrahlen (Ionenstrahlung)
- Leo Graetz (1856–1941), deutscher Physiker – Graetz-Schaltung (Graetz-Brücke), Graetz-Zahl
- Daniel Gralath (1708–1767), deutscher Physiker und Danziger Bürgermeister – Batterie aus Leidener Flaschen
- Zénobe Gramme (1826–1901), belgischer Konstrukteur und Erfinder – Grammescher Ring (dynamoelektrischer Motor mit kontinuierlicher Induktion), Wechselstromgenerator
- Elisha Gray (1835–1901), US-amerikanischer Lehrer, Erfinder und Unternehmer – Telefon- und Telegrafentechnik, Miterfinder des Telefons, Teleautograph (Fernschreiber)
- Otto Griessing (1897–1958), deutscher Elektrotechniker – Volksempfänger
- Gustav Guanella (1909–1982), schweizerischer Elektroingenieur und Erfinder – Frequenzspreiztechnik DSSS, spezielle HF-Anpasswandler (Guanella-Balun)
- Otto von Guericke (1602–1686), deutscher Politiker, Jurist, Physiker, Tierarzt und Erfinder – Elektrisiermaschine, Elektrolumineszenz

## H
- Edwin Hall (1855–1938), amerikanischer Physiker – Hall-Effekt
- Wilhelm Hallwachs (1859–1922), deutscher Physiker – Hallwachs-Effekt
- Ralph Hartley (1888–1970), amerikanischer Elektroingenieur – Shannon-Hartley-Gesetz, Hartley-Schaltung, Mitbegründer der Informationstheorie, Einheit Hartley
- Wilhelm Eugen Hartmann (1853–1915), deutscher Elektrotechniker – elektrische Geräte, Maschinen und Messinstrumente
- Friedrich August Haselwander (1859–1932), deutscher Elektroingenieur – Miterfinder des Drehstromgenerators (mit Bradley, Dolivo-Dobrowolsky, Wenström)
- Francis Hauksbee (um 1666–1713), britischer Wissenschaftler – Elektrisiermaschine
- Oliver Heaviside (1850–1925), britischer Mathematiker und Physiker – Elektromagnetismus, Heaviside-Funktion, Poynting-Vektor, Kennelly-Heaviside-Schicht, Elektret, Leitungsgleichung
- Friedrich von Hefner-Alteneck (1845–1904), deutscher Elektrotechniker, Konstrukteur und Ingenieur – Nachrichtentechnik und Starkstromtechnik, Einheit Hefnerkerze
- Hermann von Helmholtz (1821–1894), deutscher Physiker und Physiologe – Helmholtz-Funktion, Helmholtz-Spule, Helmholtz-Resonator, Helmholtz-Gleichung, Gibbs-Helmholtz-Gleichung, Einheit Helmholtz
- Joseph Henry (1797–1878), US-amerikanischer Physiker – Elektromagnetismus, Elektromagnet, Selbstinduktion, Einheit Henry
- Carl Hering (1860–1926), US-amerikanischer Elektro- und Maschinenbauingenieur – Heringscher Versuch (Induktionsversuch), Elektroöfen
- Heinrich Hertz (1857–1894), deutscher Physiker – elektromagnetische Wellen, Hertzscher Oszillator, Äußerer Photoelektrischer Effekt, Einheit Hertz
- Wolfgang Hilberg (1932–2015), deutscher Elektrotechnikingenieur – digital kodierte Zeitübertragung für Funkuhren
- Søren Hjorth (1801–1870), dänischer Eisenbahnpionier und Erfinder Dynamoelektrisches Prinzip, selbsterregte Dynamomaschine (Elektrischer Generator)
- Jean Hoerni (1924–1997), Schweizer Physiker – Erfinder der Planartechnik für Transistoren
- Marcian Edward Hoff (* 1937), amerikanischer Elektroingenieur – Erfinder des Mikroprozessors, Least-Mean-Squares-Algorithmus (mit Bernard Widrow)
- Wilhelm Holtz (1836–1913), deutscher Physiker – Erfinder der Holtzmaschine (Influenzmaschine)
- David Edward Hughes (1831–1900), britisch-amerikanischer Konstrukteur und Erfinder – Typendrucktelegraf, Hughes Fernsprecher, Kohlemikrofon
- Albert Wallace Hull (1880–1966), US-amerikanischer Physiker und Erfinder – Magnetron, Dynatron
- Christian Hülsmeyer (1881–1957), deutscher Unternehmer und Erfinder – Telemobiloskop (Radar), Kohärer

## I
- Herbert E. Ives (1882–1953), US-amerikanischer Physiker, Erfinder und Fernsehpionier – schwarz-weiße und farbige Fax- und Fernsehübertragung

## J
- Ányos Jedlik (1800–1895), ungarischer Physiker, Naturwissenschaftler, Lehrer und Erfinder – Dynamoelektrisches Prinzip
- Abram Fjodorowitsch Joffe (1880–1960), sowjetischer Physiker – Festkörperphysik, Halbleiterphysik, Piezoelektrizität, Joffe-Effekt
- John Bertrand Johnson (1887–1970), schwedisch-amerikanischer Physiker – Rauschen, Johnson-Rauschen
- James Prescott Joule (1818–1889), britischer Physiker – Joulesches Gesetz, Magnetostriktion (Joule-Effekt), Einheit Joule

## K
- Heike Kamerlingh Onnes (1853–1926), niederländischer Physiker und Nobelpreisträger – Entdecker der Supraleitung, Onnes-Effekt
- August Karolus (1893–1972), deutscher Physiker – Karolus-Zelle zur elektronischen Bildübertragung für die Fernsehtechnik
- William Thomson (Lord Kelvin) – s. u. unter „T“
- Arthur Edwin Kennelly (1861–1939), US-amerikanischer Elektroingenieur – Komplexe Wechselstromrechnung, Kennelly-Heaviside-Schicht
- Fritz Kesselring (1897–1977), Schweizer Elektroingenieur – Expansionsschalter, Kontaktumformer
- Erhard Kietz (1909–1982), deutscher Physiker – Frequenzkonstanz für Videosignale, Entwicklung des Fernsehens
- Jack Kilby (1923–2005), US-amerikanischer Ingenieur – Nobelpreisträger, Integrierter Schaltkreis (mit Noyce)
- Gustav Robert Kirchhoff (1824–1887), deutscher Physiker – Kirchhoffsche Regeln, Kirchhoffsches Strahlungsgesetz
- Erasmus Kittler (1852–1929), deutscher Physiker und Elektrotechnik-Pionier – weltweit erster Lehrstuhl für Elektrotechnik, Handbuch der Elektrotechnik
- Frederik Adolf Kjellin (1872–1910), schwedischer Chemiker und Erfinder – Induktionsschmelzofen zur Elektrostahlerzeugung
- Ewald Georg von Kleist (1700–1748), preußischer Jurist und Naturwissenschaftler – Leidener Flasche (Kleistsche Flasche)
- Klaus von Klitzing (* 1943), deutscher Physiker – Quanten-Hall-Effekt, Widerstandsmessung, Einheit Von-Klitzing-Konstante
- Friedrich Kohlrausch (1840–1910), deutscher Physiker – Kohlrausches Quadratwurzelgesetz
- Rudolf Kohlrausch (1809–1858), deutscher Physiker – Kohlrausch-Funktion
- Rudolf Kompfner (1909–1977), österreich-britischer Physiker und Ingenieur – Miterfinder der Wanderfeldröhre
- Johann Kravogl (1823–1889), österreichischer Büchsenmacher und Mechaniker – Erfinder eines Elektromotors
- Herbert Kroemer (1928–2024), deutscher Physiker und Nobelpreisträger – Heterojunction bipolar transistor, Halbleiterlaser, Molekularstrahlepitaxie

## L
- Wilhelm Lahmeyer (1859–1907), deutscher Elektroingenieur, Unternehmer und Erfinder – selbstregelnde Bogenlampe, elektrische Geräte und Maschinen
- Eric Laithwaite (1921–1997), englischer Elektroingenieur – Linearmotor, Maglev (Magnetschwebebahn)
- Hedy Lamarr (1914–2000), österreichische Filmschauspielerin – Frequenzsprungverfahren, Torpedoleitsystem (mit Antheil)
- Maurice Leblanc (1857–1923), französischer Elektrotechniker – Bildabtastung und -übertragung, Vorarbeiten für das Fernsehen
- Bernard J. Lechner (1932), amerikanischer Fernsehingenieur, Aktiv-Matrix-Displays
- Georges Leclanché (1839–1882), französischer Chemiker – Leclanché-Element
- Gottfried Wilhelm von Leibniz (1646–1716), deutscher Philosoph und Universalwissenschaftler – Rechenmaschine, Dualsystem
- Emil Lenz (1804–1865), deutsch-baltischer Physiker – Lenzsche Regel, Joule-Lenz-Gesetz der Wärmewirkung des Stroms
- Georg Christoph Lichtenberg (1742–1799), deutscher Mathematiker, Physiker und Schriftsteller – Experimentalphysik, Elektrophor, Lichtenberg-Figuren
- Robert von Lieben (1878–1913), österreichischer Physiker – Lieben-Röhre (Elektronenröhre mit Verstärkerwirkung), Relais
- Karl Arvid Lindström (1866–1944), schwedischer Elektroingenieur
- Hendrik Antoon Lorentz (1853–1928), niederländischer Mathematiker und Physiker – Lorentzsche Äthertheorie (Elektronentheorie), Lorentzkraft, Lorentz-Transformation
- Oleg Wladimirowitsch Lossew (1903–1942), russischer Hochfrequenztechniker – Halbleitertechnik, Elektrolumineszenz, (LED), Crystadyn-Empfänger
- Fritz Lüdi (1903–1963), Schweizer Hochfrequenztechniker – Hochleistungsglühkathoden-Mutator (Stromrichter), Vielschlitzmagnetron, Klystron
- Robert Lüdtge (1845–1880), deutscher Physiker – Erfinder eines elektrischen Mikrofons

## M
- Guglielmo Marconi (1874–1937), italienischer Physiker, Elektroingenieur und Unternehmer – Pionier der drahtlosen Telekommunikation, Telegrafie und Funktechnik; Marconi-Antenne
- Erwin Otto Marx (1893–1980), deutscher Ingenieurwissenschaftler – Marx-Generator, Hochspannungs-Gleichstrom-Übertragung, Stromrichter
- Joseph Massolle (1889–1957), deutscher Filmtontechniker – Tonfilm, Lichttonverfahren (mit Engl, Vogt)
- John William Mauchly (1907–1980), US-amerikanischer Physiker und Computerpionier – ENIAC, UNIVAC I (mit Eckert)
- James Clerk Maxwell (1831–1879), schottischer Physiker – Maxwellsche Gleichungen
- Emil Mechau (1882–1945), deutscher Konstrukteur, Kinopionier und Erfinder – Mechau-Projektor, Lichtpunktabtaster, Bildtelefon, Fernsehkamera
- Heinrich Meidinger (1831–1905), deutscher Physiker – Meidinger-Element (galvanische Zelle)
- Alexander Meißner (1883–1958), deutscher Physiker – Pionier der Rundfunktechnik; Meißner-Schaltung
- Antonio Meucci (1808–1889), italienisch-amerikanischer Erfinder – erste elektrische Fernsprechverbindung, Erfindung des Telefons
- Gustav Mie (1868–1957), deutscher Physiker – Mie-Streuung, Mie-Potential, Miesches Einheitensystem, Mie-Theorie, Zustandsgleichung von Mie, Weltfunktion
- Dénes von Mihály (1894–1953), ungarischer Physiker und Techniker – Mechanisches Fernsehen (Telehor)
- Oskar von Miller (1855–1934), deutscher Bauingenieur – Gleichstromfernübertragung, erstes Elektrizitätswerk, Drehstromübertragung
- Gordon Moore (1929–2023), US-amerikanischer Chemiker und Physiker – Gründer des Halbleiterherstellers Intel, Mooresches Gesetz
- Erwin Wilhelm Müller (1911–1977), deutsch-amerikanischer Physiker – Erfinder des Feldelektronenmikroskops und des Feldionenmikroskops
- Pieter van Musschenbroek (1692–1761), niederländischer Naturwissenschaftler – Erfinder der Leidener Flasche (Kondensator)

## N
- Eugen Nesper (1879–1961), deutscher Hochfrequenztechniker und Rundfunkpionier – Einführung des Rundfunks, Radioapparat
- Georg Neumann (1898–1976), deutscher Unternehmer und Entwickler – elektroakustische Geräte, Kondensatormikrofone, Nickel-Cadmium-Akkumulatoren
- William Nicholson (1753–1815), britischer Elektro-Chemiker – Elektrolyse
- Paul Nipkow (1860–1940), deutscher Techniker und Erfinder – optisch-mechanische Fernseh-Bildabtastung, Nipkow-Scheibe
- Robert Noyce (1927–1990), US-amerikanischer Physiker, Unternehmer und Erfinder – Halbleiter, Integrierter Schaltkreis (mit Kilby)
- Harry Nyquist (1889–1976), schwedisch-amerikanischer Physiker – Johnson-Nyquist-Rauschen, Stabilitätskriterium von Nyquist, Nyquist-Shannon-Abtasttheorem, Informationstheorie

## O
- Hans Christian Oersted (1777–1851), dänischer Physiker und Chemiker – magnetische Wirkung des elektrischen Stromes, Piezometer, Einheit Oersted
- Georg Simon Ohm (1789–1854), deutscher Physiker und Mathematiker – ohmsches Gesetz, Einheit Ohm
- Kenneth Olsen (1926–2011), US-amerikanischer Elektroingenieur – Minicomputer; Gründer von Digital Equipment Corporation
- Temistocle Calzecchi-Onesti s. u. „C“

## P
- Antonio Pacinotti (1841–1912), italienischer Physiker – Pacinotti-Grammescher Ring (Ringanker-Dynamo)
- Charles Grafton Page (1812–1868), US-amerikanischer Erfinder – elektrotechnische Erfindungen, u. a. Elektrolokomotive, Solenoid-Linearmotor
- Nikolai Dmitrijewitsch Papaleksi (1880–1947), russischer Hochfrequenztechniker – Elektronenröhren, drahtgebundene und drahtlose Telefonie, Interferenzmethode, Funkortung
- Frank William Peek (1881–1933), US-amerikanischer Elektrotechniker – Hochspannung, künstliche Blitze, Peek-Formel für Korona-Verluste
- Jean Peltier (1785–1845), französischer Physiker – Peltier-Effekt, Peltier-Element
- Waldemar Petersen (1880–1946), deutscher Elektrotechniker – Begründer der Hochspannungstechnik, Löschspule zur Erdschlusskompensation (Petersenspule), wattmetrische Erdschlussrelais, Theorie des elektrischen Feldes, Spannungsdurchschlag
- Franz Adam Petrina (1799–1855), tschechischer Physiker – Theorie des Elektrophors, Harzkuchen-Elektroskop, Physharmonika
- Fritz Pfleumer (1881–1945), deutsch-österreichischer Ingenieur – Erfinder des Tonbands (Magnetband)
- Hippolyte Pixii (1808–1835), französischer Instrumentenbauer – erster Wechselstrom-Generator, Generator für pulsierenden Gleichstrom
- Gaston Planté (1834–1889), französischer Physiker und Paläontologe – Erfinder des Bleiakkumulators
- Johann Christian Poggendorff (1796–1877), deutscher Physiker – Galvanometer, Poggendorffsche Kompensationsschaltung, elektrostatischer Motor
- Alexander M. Poniatoff (1892–1980), russisch-amerikanischer Elektrotechniker – Gründer US-Firma Ampex; erste Videorekorder
- Alexander Stepanowitsch Popow (1859–1906), russischer Physiker – Pionier der Funktechnik; weltweit erster Radioempfänger
- John Henry Poynting (1852–1914), englischer Physiker – Poynting-Robertson-Effekt, Satz von Poynting, Poynting-Vektor
- Leo Pungs (1883–1979), deutscher Elektrotechniker – Pungs-Drossel
- Mihajlo Pupin (1854–1935), serbisch-amerikanischer Physiker – Pupinspule, Röntgenbild-Belichtung

## Q
- Georg Hermann Quincke (1834–1924), deutscher Physiker – Quincke-Rotation, Quinckesches Interferenzrohr

## R
- John Turton Randall (1905–1984), britischer Physiker – Verbesserung des Radars mit Mikrowellen, Cavity-Magnetron
- Johann Philipp Reis (1834–1874), deutscher Physiker und Erfinder – Erfindung des Telefons, Bezeichnung „Telephon“, Kontaktmikrophon
- Georg Wilhelm Richmann (1711–1753), deutsch-baltischer Physiker – Reibungselektrizität, Elektrometer
- Gian Domenico Romagnosi (1761–1835), italienischer Jurist, Ökonom, Philosoph und Hobbyphysiker – Entdeckung der ablenkenden Wirkung des Stroms auf eine Magnetnadel
- Reinhold Rüdenberg (1883–1961), deutscher Elektroingenieur und Erfinder – drehzahlregelbarer Drehstrom-Nebenschluss-Kommutator-Motor, Elektronenmikroskop
- Ernst Walter Ruhmer (1878–1913), deutscher Physiker – Pionier der Trägerfrequenztechnik; Lichttonaufzeichnung und -wiedergabe (Photographon), elektrolytisches Telefon, drahtloses Telefon
- Heinrich Daniel Rühmkorff (1803–1877), Mechaniker und Elektrotechniker – Funkeninduktor (Induktionsapparat, Rühmkorfflampe), Bunsenelement

## S
- Hans Sauer (1923–1996), deutscher Erfinder – elektromechanische Schaltelemente (Relais), Miniaturrelais
- Félix Savart (1791–1841), französischer Arzt und Physiker – Zusammenhang zwischen elektrischem Strom und Magnetismus Biot-Savart-Gesetz (mit Biot)
- Alexander Iossifowitsch Schalnikow (1905–1986), russischer Physiker – Supraleiter
- Harald Schering (1880–1959), deutscher Physiker – Hochspannungstechnik, Scheringbrücke
- Paul Schmidt (1868–1948), deutscher Erfinder und Unternehmer – Trockenbatterie, Taschenlampe
- Otto Schmitt (1913–1998), amerikanischer Biophysiker und Erfinder – Schmitt-Trigger, Differenzverstärker
- Ferdinand Schneider (1866–1955), deutscher Ingenieur, Erfinder, Konstrukteur und Unternehmer – Telegrafie, Antennen, Sensoren, Weltuhr
- Walter Schottky (1886–1976), deutscher Physiker und Elektrotechniker – Schottky-Effekt, Schottky-Diode, Schottky-Barriere, Schottky-Defekt, Schottky-Gleichung, Schottky-Kontakt
- John Robert Schrieffer (1931–2019), amerikanischer Elektrotechniker und Physiker – BCS-Theorie (Theorie der Supraleitung)
- Georg Oskar Schubert (1900–1955), deutscher Elektroingenieur und Fernsehtechniker – Zwischenfilmverfahren, Gegenseh-Fernsprechanlagen (Bildtelefonie)
- Eduard Schüller (1904–1976), deutscher Elektroingenieur – Tonbandgerät, Videorecorder, Schrägspuraufzeichnung
- Rudolf Schulten (1923–1996), Entwickler des Kernkraftwerks mit Kugelhaufenreaktor – Visionär einer Energiewirtschaft, die durch nukleartechnische Spitzentechnologie geprägt ist.
- Theodor Schultes (1901–1981), deutscher Elektroingenieur und Pionier der Radartechnik – Hochfrequenztechnik, Funkmessgeräte Freya, Wassermann und Jagdschloss
- Johann Salomo Christoph Schweigger (1779–1857), deutscher Physiker – Strommessgerät (Galvanometer)
- Thomas Johann Seebeck (1770–1831), deutsch-baltischer Physiker – thermoelektrischer Effekt (Seebeck-Effekt), thermoelektrische Spannungsreihe
- Gerhard Sessler (* 1931), deutscher Elektroingenieur und Erfinder – Elektretmikrofon, Siliziummikrofon
- Claude Shannon (1916–2001), US-amerikanischer Mathematiker – Informationstheorie, Einheit Shannon
- Isaac Shoenberg (1880–1963), russischer Elektroingenieur und Hochfrequenztechniker – Telegrafie, Fernsehtechnik; Kathodenstrahlröhre
- William B. Shockley (1910–1989), US-amerikanischer Physiker und Nobelpreisträger – Miterfinder des Transistors (mit Brattain und Bardeen), Shockley-Gleichung
- Werner von Siemens (1816–1892), deutscher Industrieller, Erfinder und Begründer der Elektrotechnik – elektrischer Zeigertelegraph, Telegrafie, Dynamomaschine, Elektrolokomotive, Einheit Siemens
- Wilhelm Josef Sinsteden (1803–1891), deutscher Mediziner und Physiker – Induktoren, Unterbrecher, Elektromotor, Bleiakkumulator
- Adolf Slaby (1849–1913), deutscher Elektroingenieur und Pionier der Funktechnik – Telegrafie
- Josip Sliskovic (1901–1984), kroatisch-österreichischer Radiopionier – 10-Röhren-Superhet, Radiogeräte, Fernsehen
- Eberhard Spenke (1905–1992), deutscher Physiker – Siliziumhalbleiter, Zonenschmelzverfahren
- Elmer Ambrose Sperry (1860–1930), US-amerikanischer Elektroingenieur, Erfinder und Unternehmer – Kreiselkompass, Navigationsinstrumente, elektrische Geräte
- Frank Julian Sprague (1857–1934), US-amerikanischer Marineoffizier und Erfinder – Elektromotoren, Straßenbahnen, elektrische Bahnen und Aufzüge
- Edgar Karl Alois Steimel (1905–1990), deutscher Physiker – Hexoden-Mischröhre, Mitkonstrukteur des Deutschen Kleinempfängers (Volksempfänger)
- Karl Steinbuch (1917–2005), deutscher Nachrichtentechniker und Kybernetiker – Begründer der deutschen Informatik und Erfinder des ersten brauchbaren künstlichen neuronalen Netzes (Lernmatrix)
- Carl August von Steinheil (1801–1870), deutscher Physiker und Astronom – Telegrafie; Erdboden als Rückleiter
- Charles P. Steinmetz (1865–1923), deutsch-amerikanischer Elektroingenieur – Wechselstrom-Theorie, Hysterese-Theorie, Steinmetzschaltung
- Lewis B. Stillwell (1863–1941), US-amerikanischer Elektrotechniker – Wechselstrom, Kraftwerke, Stillwell regulator
- John Stone Stone (1869–1943), US-amerikanischer Mathematiker, Physiker und Erfinder – Telefonie und Radiotelegrafie
- Felix Strecker (1892–1951), deutscher Elektrotechniker bei Siemens
- Karl Strecker (1858–1934), deutscher Physiker und Elektrotechniker – Elektrotelegrafie
- Almon Strowger (1839–1902), US-amerikanischer Bestatter und Erfinder – elektrischer Schrittschaltwähler, automatische Telefonvermittlung
- William Sturgeon (1783–1850), englischer Physiker und Erfinder – Elektromagnet, Galvanometer
- Joseph Wilson Swan (1828–1914), englischer Physiker, Chemiker und Erfinder – Glühlampe, Swanfassung
- Alan Archibald Campbell Swinton (1863–1930), britischer Elektroingenieur – Kabel mit Bleimantel, Wärmewirkung fokussierter Kathodenstrahlen, Vorarbeiten zum elektronischen Fernsehen

## T
- Frederick Emmons Terman (1900–1982) „Vater des Silicon Valley“ (mit William Shockley)
- Nikola Tesla (1856–1943), serbisch-kroatisch-amerikanischer Elektroingenieur und Erfinder – Nutzbarmachung des Wechselstroms, Tesla-Transformator, Funkfernsteuerung, Dreiphasenwechselstrom, Einheit Tesla
- Elihu Thomson (1853–1937), britisch-amerikanischer Elektroingenieur, Erfinder und Unternehmer – Röntgenapparate, Lichtbogenlampen, Wechselstrommotoren, Wechselstromtechnik
- William Thomson (Lord Kelvin) (1824–1907), britischer Physiker – AMR-Effekt, Telegraphengleichung, Thomson-Brücke, Thomson-Formel, Kelvin-Generator, Thomson-Effekt, Thomsonsche Schwingungsgleichung, Drehspul-Messinstrument, Einheit Kelvin
- Henri Tudor (1859–1928), luxemburgischer Ingenieur und Erfinder – Bleiakkumulatoren
- Merle Antony Tuve (1901–1982), US-amerikanischer Physiker und Geophysiker – Radiowellen, Vorarbeiten für das Radar

## U
- Uda Shintarō (1896–1976), japanischer Elektrotechniker – Yagi-Uda-Antenne (mit Yagi)
- Richard Ulbricht (1849–1923), deutscher Elektroingenieur – Schwachstromtechnik, Ulbricht-Kugel

## V
- Cromwell Fleetwood Varley (1828–1883), britischer Elektroingenieur – Entdeckung der negativen Ladung der Kathodenstrahlen
- Edy Velander (1894–1961), schwedischer Elektroingenieur – Stromversorgung, Ausgleich temporärer Spitzenlasten, Computer
- Milan Vidmar (1885–1962), slowenischer Elektroingenieur und Schachgroßmeister – Transformatorentechnik
- Hans Vogt (1890–1979), deutscher Ingenieur – Erfinder des Lichttonverfahrens (mit Engl, Massolle), Hochfrequenzspule, Lautsprecher
- Alessandro Volta (1745–1827), italienischer Physiker – Elektrophor, Elektrometer, Plattenkondensator, Voltasche Säule, Voltmeter, Volta-Effekt, Kontaktspannung, Kontaktelektrizität, Einheit Volt

## W
- Karl Willy Wagner (1883–1953), deutscher Nachrichtentechniker – Mitbegründer der Theorie der elektrischen Filter (mit Campbell)
- Julius Wallot (1876–1960), deutscher Physiker – Schwachstromtechnik, Vierpoltheorie, Zahlenwertgleichung
- Sir William Watson (1715–1787), englischer Arzt und Naturforscher – Verbesserung der Leidener Flasche
- Walter Weber (1907–1944), deutscher Physiker und Ingenieur – Pionier der elektromagnetischen Tonaufzeichnung, Hochfrequenz-Vormagnetisierung
- Wilhelm Eduard Weber (1804–1891), deutscher Physiker – erster elektromagnetischer Telegraph (mit Gauß), Einheit Weber
- Jonas Wenström (1855–1893), schwedischer Starkstrom-Ingenieur und einer der Pioniere der schwedischen Elektrotechnik – Dreiphasenwechselstrom
- Arthur Wehnelt (1871–1944), deutscher Physiker – Wehnelt-Unterbrecher, Wehneltzylinder, Oxidkathode (Glühkathode), Gleichrichterröhre, Nachweis der Raumladung
- Charles Wheatstone (1802–1875), britischer Physiker – Wheatstone-Brücke, elektromagnetischer Fünfnadel-Telegraph, Zeigertelegraf, Rheostat
- Max Wien (1866–1938), deutscher Physiker – Hochfrequenztechnik, Löschfunkensender, Wechselstrom, elektrische Schwingungen, drahtlose Telegraphie
- Wilhelm Wien (1864–1928), deutscher Physiker – Wärmestrahlung, Wiensches Verschiebungsgesetz, Wiensches Strahlungsgesetz, Wienfilter (Geschwindigkeitsfilter)
- Frederic Calland Williams (1911–1977), englischer Elektroingenieur – Williamsröhre (mit Kilburn), Manchester Mark I
- Benjamin Wilson (1721–1788), englischer Maler und Wissenschaftler – Gesetz der Anhäufung bei der Leidener Flasche
- James Wimshurst (1832–1903), englischer Erfinder – Wimshurstmaschine (Influenzmaschine)
- Johann Heinrich Winckler (1703–1770), deutscher Philosoph, Philologe und Naturforscher – Elektrisiermaschine
- William Hyde Wollaston (1766–1828), englischer Arzt, Physiker und Chemiker – Reibungselektrizität, Vorarbeiten zu einem Elektromotor, verbesserte Batterie

## X,Y
- Yagi Hidetsugu (1886–1976), japanischer Physiker – Yagi-Uda-Antenne (mit Uda)

## Z
- Pieter Zeeman (1865–1943), niederländischer Physiker – Zeeman-Effekt (Aufspaltung der Spektrallinien im Magnetfeld)
- Clarence Melvin Zener (1905–1993), US-amerikanischer Physiker und Elektrotechniker – Zener-Effekt, Zenerdiode, Zenerbarriere
- Karl Wilhelm Zitzmann (1871–1956), Generaldirektor bei Reiniger, Gebbert & Schall – medizinische Röntgentechnik um 1920
- Konrad Zuse (1910–1995), deutscher Bauingenieur – erster Computer (Z1 bis Z4)
- Otto Zwierina (1900–1981), österreichischer Elektrotechniker, Mess- und Prüftechnik
- Vladimir Zworykin (1888–1982), russisch-amerikanischer Ingenieur, Physiker und Erfinder – Ikonoskop-Röhre, Kineskop, Farbfernsehen, Elektronenmikroskop